# Арктичне командування
Арктичне командування (дан. Arktisk Kommando; фар. Arktisk Kommando; гренл. Issittumi Sakkutooqarfik) — орган 2 рівня у Данській обороні. Основною місією армійського командування в мирний час є забезпечення єдності суверенітету Королівства шляхом моніторингу території навколо Фарерських островів і Гренландії. Командування також виконує такі завдання, як інспекція рибальства, пошук і рятування (SAR), транспортування пацієнтів та інші завдання соціального характеру.
У результаті Оборонної Угоди 2010-2014 рр. було вирішено ліквідувати два командування - Командування Фарерських островів і Командування Гренландії і замінити їх спільною службою Арктичного командування. Арктичне командування було створено 31 жовтня 2012 року, коли командування Гренландії та командування Фарерських островів були об'єднані. Командування виступає як пункт зв'язку та координатор співпраці між збройними силами та місцевими органами влади. Обидва Командування Фарерських островів та Гренландії раніше були також складовими командної структури НАТО (NCS), але не існує підтвердження того, що нове командування Арктики входить до NCS[джерело?].

## Головні бази
Арктичне командування фізично розташоване в двох основних місцях:
- Штаб-квартира, укомплектована 36 цивільними та військовими працівниками, розташована в колишній штаб-квартирі Royal Greenland у місті Нуук[2]

(столиці Гренландії)
- Підрозділ з шістьма співробітниками розташований у місті Торсгавн (столиці Фарерських островів)[3]

за адресою Tinghúsvegur 64, у тій же будівлі, що і MRCC Tórshavn / Tórshavn Radio і агентство з надзвичайних ситуацій "Tilbúgvingarstovnur Føroya".
Окрім штаб-квартири в Нууку та підрозділу на Фарерських островах, до Арктичного командування належать такі підрозділи:
- Підрозділ на авіабазі Туле
- Станції Кангерлуссуак, Гроннедаль, Норд, Местерсвіг і Данеборг
- Станція та патрульна служба Гренландії, розташована на авіаційній станції Ольборг

## Спеціальні підрозділи
Арктичному командуванню підпорядкований санний патруль Сіріус з базою в Даненборзі.